# أمير وينتروب
أمير وينتروب (بالعبرية: אמיר וינטרוב‏) مواليد 16 سبتمبر 1986 في رحوفوت، هو لاعب كرة مضرب إسرائيلي بدأ مسيرته كمحترف سنة 2005 يلعب باليد اليمنى ويحتل حالياً المرتبة رقم 208 (15 فبراير 2016) في تصنيف رابطة محترفي كرة المضرب. أعلى تصنيف له في الفردي كان المركز الـ 161 في سنة 2012.

## وصلات خارجية
- أمير وينتروب على موقع رابطة محترفي التنس (الإنجليزية)
- أمير وينتروب على موقع الاتحاد الدولي لكرة المضرب (الإنجليزية)
- أمير وينتروب على موقع كأس ديفيز (الإنجليزية)
- أمير وينتروب على موقع خلاصة التنس.كوم (الإنجليزية)
- أمير وينتروب على موقع إي إس بي إن.كوم (الإنجليزية)
- الموقع الرسمي